# 西湖路

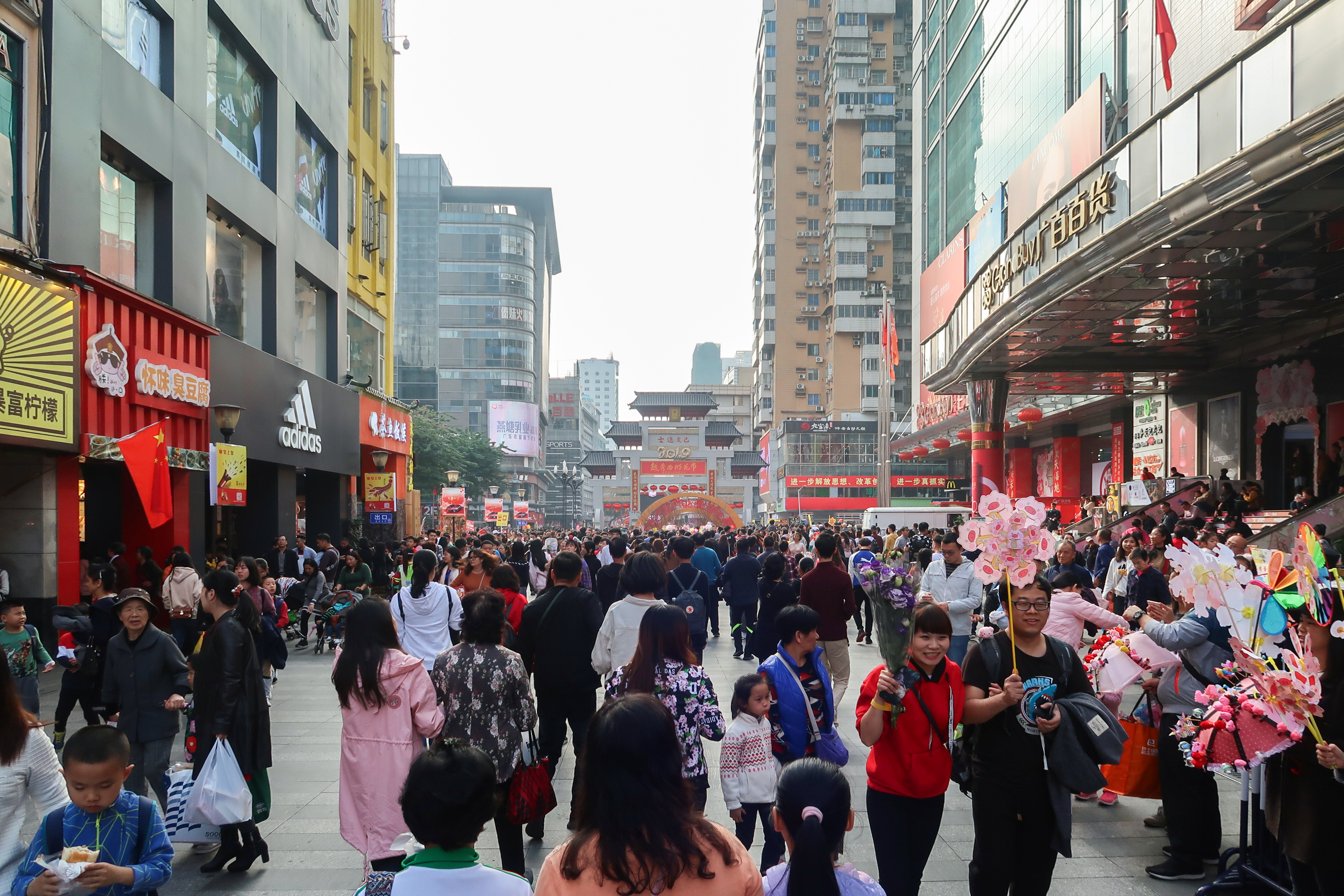
人流非常多的西湖路（2019年）

西湖路是中國廣州市越秀區的一條東西走向的道路，位於北京路以西，廣州起義路以東。全長461米，寬13米。

## 歷史
西湖路，原稱西湖街，該處原是廣州南汉国时期湖泊“西湖”，湖中有著名的“九曜石”。
民国十年(1921)，广州市教育局成立，建址西湖街，许崇清为首任局长。而民国时西湖街至教育路南方戏院地（1937前），时有灯光球场（广州市教育会球场）。
1922年在西湖街(与教育路交汇处)成立广州市立女子缝刺学习所，1932年改名广州市立第一职业学校，转作教授会计课程的公立职业学校，延至1948年尚存。
1932年，市政府擴建西湖街，建成西湖路。該路段附近有較多古代的書院群和歷史文物。
1947年，西湖路有广州市警球场。
1956年，永汉路花市（或雙門底花市）转址西湖路、教育路摆卖。
2000年，專家在光明廣場地下發現2000多年前的西漢南越國木構水閘遺址，現開放給市民參觀。

### 特色

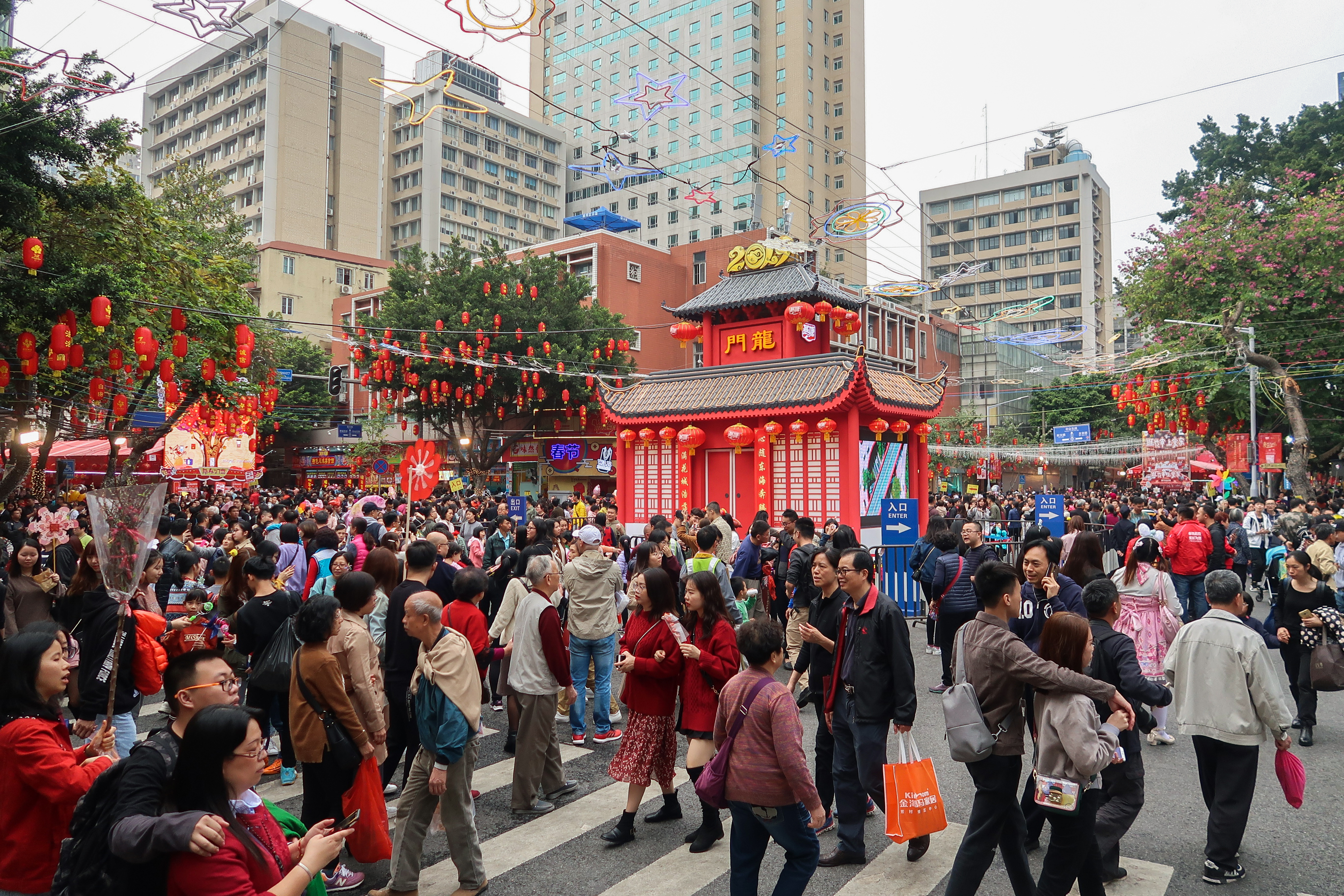
2019年的越秀西湖花市

西湖路鄰近北京路步行街，商業非常發達，其東段有幾座大型百貨公司和商業廣場，亦有大量各地風味食肆、服裝、鞋業的店鋪。西段則主要以經營西服、模特兒等商店爲主。
每逢農曆新年，西湖路及教育路會開設廣州市最重要、人流量最大的迎春花市---越秀區西湖花市（原雙門底花市）。2006年，政府曾有建議西湖花市搬遷，引起市民極大的反對聲音，後計劃擱置。

## 燈光夜市
西湖路原有廣州市的著名「燈光夜市」，由於鄰近北京路，服裝業非常興旺，是繼高第街、观绿路後廣州的另一個大型服裝批發專業市場。1984年5月，市政府為安置大批因觀綠路等城市建設項目被迫遷至的個體戶，西湖燈光夜市開業。鼎盛時期，固定的店舖有1045檔，也是廣州著名的旅遊景點。1997年，由於興建地鐵一號綫，封閉中山五路，因此燈光夜市開始衰落。2001年，政府決定拆除燈光夜市，西湖路又可再次通車。

## 沿途重要建築
由東至西排列：
- 廣百百貨
- 光明廣場
- 大佛古寺
- 滔搏運動城
- 廣州市教育局
- 廣州市民政局

## 與之交匯道路
道路顺序由東往西排列
- 北京路步行街
- 大馬站
- 教育路 (廣州)
- 廣州起義路

## 公共交通

### 地鐵
- 广州地铁1号线2号线 公園前站

均在鄰近路西湖路位置設有出口。